# Levodropropizina
La levodropropizina è una molecola, il levo-isomero della dropropizina, impiegato in clinica come farmaco antitussivo. In Italia è venduta dalla società Dompé farmaceutici con il nome commerciale di Levotuss, nella forma farmaceutica di soluzione per gocce orali 60 mg/ml; di sciroppo 6 mg/ml in flacone da 200 ml e bustine monodose da 10 ml e di compresse 60 mg/compressa.

## Farmacodinamica
Levodropropizina è dotata di attività antitussigena, dovuta a un'azione di tipo periferico a livello tracheobronchiale. A differenza della codeina e dei suoi derivati, impiegati come sedativi della tosse ad azione centrale, essa non agisce sul sistema nervoso centrale e pertanto è priva di effetti collaterali quali stipsi e depressione respiratoria. La mancata azione sul sistema nervoso centrale è anche confermata da una sostanziale assenza d'azione sinergica sull'effetto delle benzodiazepine. 
La molecola presenta anche attività antiallergica ed antibroncospastica. In studi su animali è stata anche evidenziata un'azione anestetica locale. Levodropropizina non esercita effetti significativi sul sistema cardiovascolare e respiratorio, ed effettivamente non comporta alterazioni dei parametri spirometrici, o della pressione di occlusione alla bocca.
Si ritiene che levodropropizina svolga la propria azione antitussiva grazie all'azione inibitoria a livello delle fibre C amieliniche localizzate nelle pareti alveolari. Studi in vitro hanno dimostrato che levodropropizina è stata in grado di inibire il rilascio di neuropeptidi sensori dalle fibre C.
Studi su modelli animali hanno evidenziato che levodropropizina ha un'attività antitosse uguale o superiore a quella di dropropizina e cloperastina nel bloccare gli stimoli tussigeni periferici ottenuti attraverso sostanze chimiche, stimolazione meccanica della trachea e stimolazione elettrica dell'afferenza vagale. Levodropropizina agisce sull'albero broncopolmonare inibendo il broncospasmo causato da istamina, serotonina e bradichinina. La molecola non inibisce invece il broncospasmo indotto dall'acetilcolina dimostrando di essere priva di effetti anticolinergici.
L'efficacia antitussiva e la tollerabilità della levodropropizina sono state valutate nei bambini con tosse persistente non produttiva in uno studio che confrontava il farmaco con il suo enantiomero, la dropropizina. I due farmaci hanno mostrato efficacia simile, sebbene la levodropropizina risulti più sicura, perché associata a minor rischio di sonnolenza diurna.

## Farmacocinetica
Dopo somministrazione per via orale il farmaco è ben assorbito dal tratto gastrointestinale e si distribuisce rapidamente nei tessuti dell'organismo. La biodisponibilità dopo assunzione orale è del 75% circa. L'emivita farmacologica è di circa 1-2 ore. Levodropropizina viene escreta principalmente per via urinaria come farmaco inalterato e metaboliti. Nelle 48 ore viene escreto circa il 35% della dose somministrata.

## Tossicità
La DL50 per os nel ratto è di 886.5 mg/kg, nel topo di 1287 mg/kg e nella cavia di 2492 mg/kg.

## Usi clinici
La levodropropizina è indicata nel trattamento sintomatico della tosse, e presenta un profilo di tollerabilità e sicurezza ed un rapporto rischio/beneficio più favorevole rispetto al destrometorfano.

Il farmaco, stante il suo elevato profilo di sicurezza, è efficace anche per il trattamento della tosse in età pediatrica, quando la maggior parte degli episodi di attacchi acuti di tosse sono dovuti a infezioni virali del tratto respiratorio superiore.

## Effetti collaterali ed indesiderati
In corso di trattamento con levodropropizina la comparsa di effetti avversi è un evento molto raro. 
Inoltre la maggior parte delle reazioni avverse registrate è lieve o moderata e i sintomi tendono a risolversi con la semplice sospensione della terapia.
Gli eventi più comuni sono stati la comparsa di malessere generale, astenia, nausea, vomito, dolore addominale ed in particolare epigastrico, diarrea.
Alcuni pazienti possono manifestare nervosismo, sonnolenza, capogiro, vertigini, tremori, parestesie, cardiopalmo ed ipotensione arteriosa.
Sono stati anche riportati alcuni casi di rash cutaneo, orticaria, prurito ed edema palpebrale verosimilmente da riferirsi ad edema angioneurotico.
In letteratura medica sono stati riportati rarissimi casi di epidermolisi, glossite e stomatite aftosa, epatite colestatica e convulsioni tonico-cloniche.

## Controindicazioni
Levodropropizina è controindicata in soggetti con ipersensibilità nota al principio attivo oppure ad uno qualsiasi degli eccipienti presenti nella formulazione farmaceutica. È inoltre controindicata in soggetti con broncorrea e con ridotta funzionalità mucociliare, come ad esempio nel caso della sindrome di Kartagener.

## Dosi terapeutiche
- Soggetti adulti

Il dosaggio consigliato è pari a 60 mg (equivalenti a 20 gocce), per 3 volte al giorno, ad intervalli di circa 6 ore. In caso di inadeguato controllo della sintomatologia il medico potrà eventualmente consigliare dosaggi superiori.

Il trattamento può essere continuato fino alla scomparsa della tosse. Tuttavia in caso di persistenza della tosse nonostante un paio di settimane di terapia a dosaggio pieno, è opportuno interrompere il trattamento e seguire il consiglio del medico per eventuali ulteriori accertamenti volti a studiare e trattare la patologia causale.
- Bambini

Il dosaggio consigliato è pari a circa 1 mg/kg peso corporeo, per 3 volte al giorno, distanziate da intervalli di circa 6 ore. A titolo d'esempio un bambino di 20 kg dovrebbe assumere 20 mg di levodropropizina, ovvero circa 7 gocce.